# Dreifaltigkeitskirche Hainchen

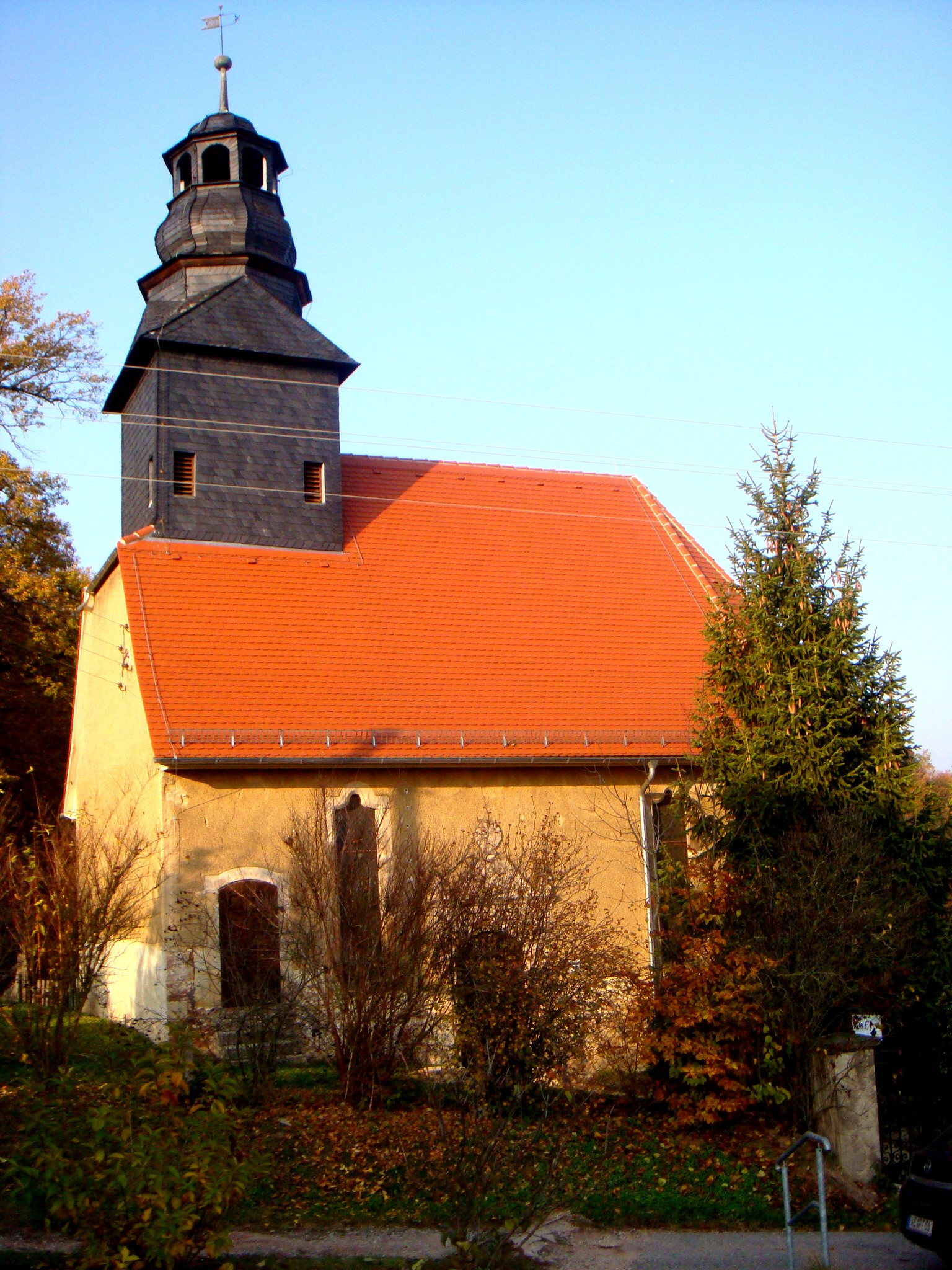
Die Kirche

Die Dreifaltigkeitskirche Hainchen steht im Ortsteil Hainchen der Stadt Schkölen im Saale-Holzland-Kreis in Thüringen.

## Lage
Die evangelische Kirche mit Gottesacker befindet sich zentral im Ort.

## Geschichte
Die Kirche wurde 1659 vom Maurermeister Nicol Rothe aus Eisenberg erbaut. Rittergutsbesitzer Dietrich von Atzendorf war Patron der Kirche. In der Kirche befinden sich Epitaphe der Familie und deren Nachfolger. Der Kirchturm ist ein Dachreiter.

## Innenraum
Der Innenraum besitzt dreiseitige zweigeschossige Emporen. Sie waren auch für die hier eingepfarrten Kämmeritzer Gläubigen vorgesehen. Die Bretter und Balken der Decke und das Taufbecken sind ornamentiert. 1830 wurde an der Südseite des Chors der Kanzelaltar errichtet.

## Orgel
Die Orgel schufen 1861 Carl-Friedrich und August Peternell aus Seligenthal bei Schmalkalden.

## Glocken
Die Kirche besaß zwei Glocken. Die aus dem Jahr 1796 stammende wurde im Zweiten Weltkrieg eingeschmolzen. Die andere Glocke aus dem Jahr 1400 besteht noch und gehört zu den ältesten in Thüringen.